# 五頭寛大
五頭 寛大（ごとう かんだい、2003年1月25日 - ）は、日本の男子バレーボール選手である。

## 来歴
愛媛県松山市出身。家族全員がバレーボールをしていて、その影響で小学2年生からバレーボールを始めた。
東山高等学校を経て、2021年、びわこ成蹊スポーツ大学に進学。3年次の2023年、V.LEAGUE DIVISION1 MEN（V1男子）に所属する東京グレートベアーズにトライアウトを経て入団となった。入団1シーズン目となる2023-24にV1男子の試合に出場し、Vリーグデビューを果たした。
2025年5月、フィンランドリーグのアカ・バレーへのレンタル移籍が発表された。

## 所属チーム
- 東山高等学校（2018-2021年）
- びわこ成蹊スポーツ大学（2021-2025年）
  - 東京グレートベアーズ（2023-2025年）
- 東京グレートベアーズ（2025年-）
  -  アカ・バレー（フィンランド語版）（2025年-）